# 中国钱币博物馆
中国钱币博物馆（英語：China Numismatic Museum）位于中国北京市西城区西交民巷17号，是直属于中国人民银行总行的国家级钱币专题博物馆。该馆主要从事“钱币的收藏、研究和展示，肩负有指导和推动钱币收藏、研究及宣传钱币文化的任务”。

## 历史
1984年4月4日，中华人民共和国国务院批准文化部、中国人民银行《关于对古钱币进行抢救、整理、鉴藏、保护和流通意见的请示报告》，报告中提到“中国人民银行拟筹建中国历代货币博物馆，以作为收藏、陈列、研究历代货币的中心”。1990年5月18日，中国钱币博物馆筹备委员会成立，主任童赠银，副主任李树存、张弘、戴志强，下设秘书组、陈列收藏组。1990年6月6日，中国人民银行下发《关于成立中国钱币博物馆筹备委员会的通知》（银办发〔1990〕18号）。1990年9月20日，中国人民银行下发《关于中国钱币博物馆“三定”方案的批复》（银“三定”〔1990〕21号）。1991年3月18日，中国钱币博物馆筹备处、中国钱币学会秘书处合署办公。1991年10月，中国钱币博物馆启用中国人民银行总行机关办公楼地下二层库房作为藏品库房。1992年1月17日，中国人民银行、国家文物局联合下发《关于中国钱币博物馆征集展品的通知》。
1992年7月29日，中国钱币学会第四次年会在北京京西宾馆举行，年会主题是庆祝中国钱币学会成立十周年和中国钱币博物馆建成开馆，中国钱币博物馆馆址设在中国人民银行总行地下一层，基本陈列“中国历代货币展”对内部开放展出。中国人民银行副行长郭振乾、童赠银和中华人民共和国文化部副部长高占祥出席开馆仪式并剪彩。1995年，中国钱币博物馆加入国际博物馆协会。1996年5月，中国钱币博物馆迁至北京市西城区新文化街甲58号办公。
1999年6月，中国钱币博物馆迁至西交民巷22号院办公。1999年7月15日至9月15日，“反假人民币展览”在天安门广场西侧的中国钱币博物馆特别展厅（位于西交民巷22号）展出。1999年10月8日，中国钱币博物馆特别展厅正式对外开放。
2002年10月，中国钱币博物馆新馆（设在原保商银行旧址）改造竣工，新馆基本陈列“中国古代钱币”、“中国近代钱币”布展。10月17日，中国人民银行下发《关于中国钱币博物馆“三定”方案的批复》（银“三定”〔2002〕13号），明确中国钱币博物馆为正局级单位。10月18日，中国钱币博物馆新馆落成典礼举行，全国政协副主席李贵鲜、原全国人大常委会副委员长陈慕华、原中国人民银行行长李葆华、中国人民银行行长戴相龙、中央金融工委常务副书记阎海旺、中国人民银行副行长史纪良等出席并参观展览。

## 展览
中国钱币博物馆的基本陈列有“中国历代货币陈列”、“中国古代铸钱工艺展”和“中国人民银行行史展”等。
- 中国历代货币陈列：设在中国钱币博物馆展馆（原北洋保商银行的大楼）的二层和三层。该陈列包括“中国古代货币陈列”和“中国近代货币陈列”。
- 中国古代铸钱工艺展：设在中国钱币博物馆展馆的一楼大厅
- 中国人民银行行史展：设在中国钱币博物馆院内的大厅式建筑内

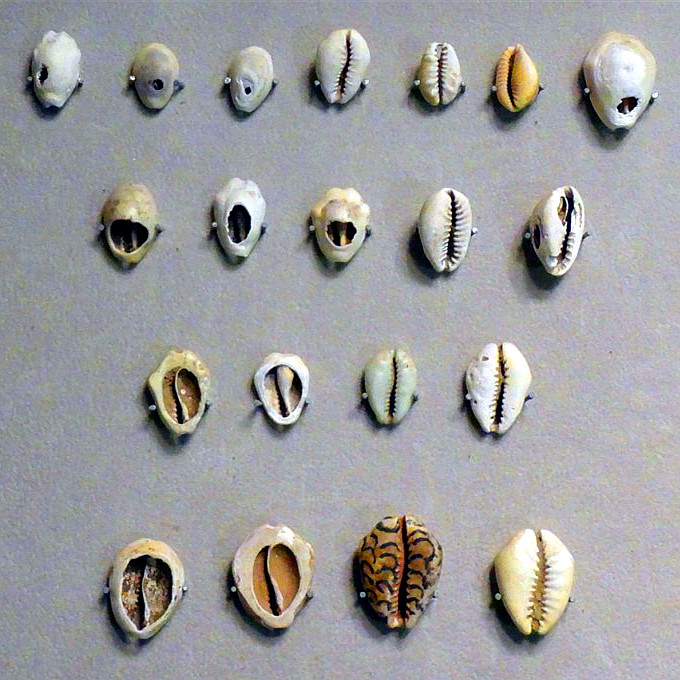
商代贝币
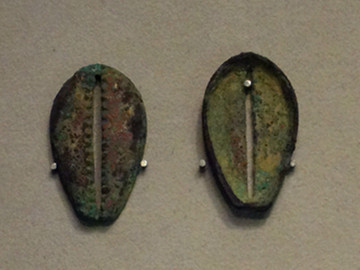
商代铜贝
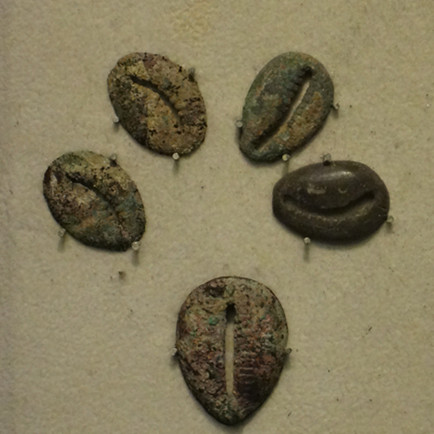
战国铜贝
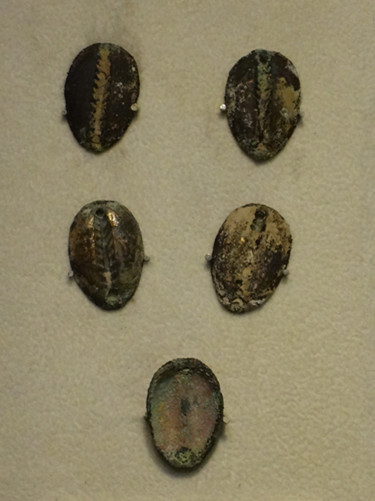
战国鎏金铜贝
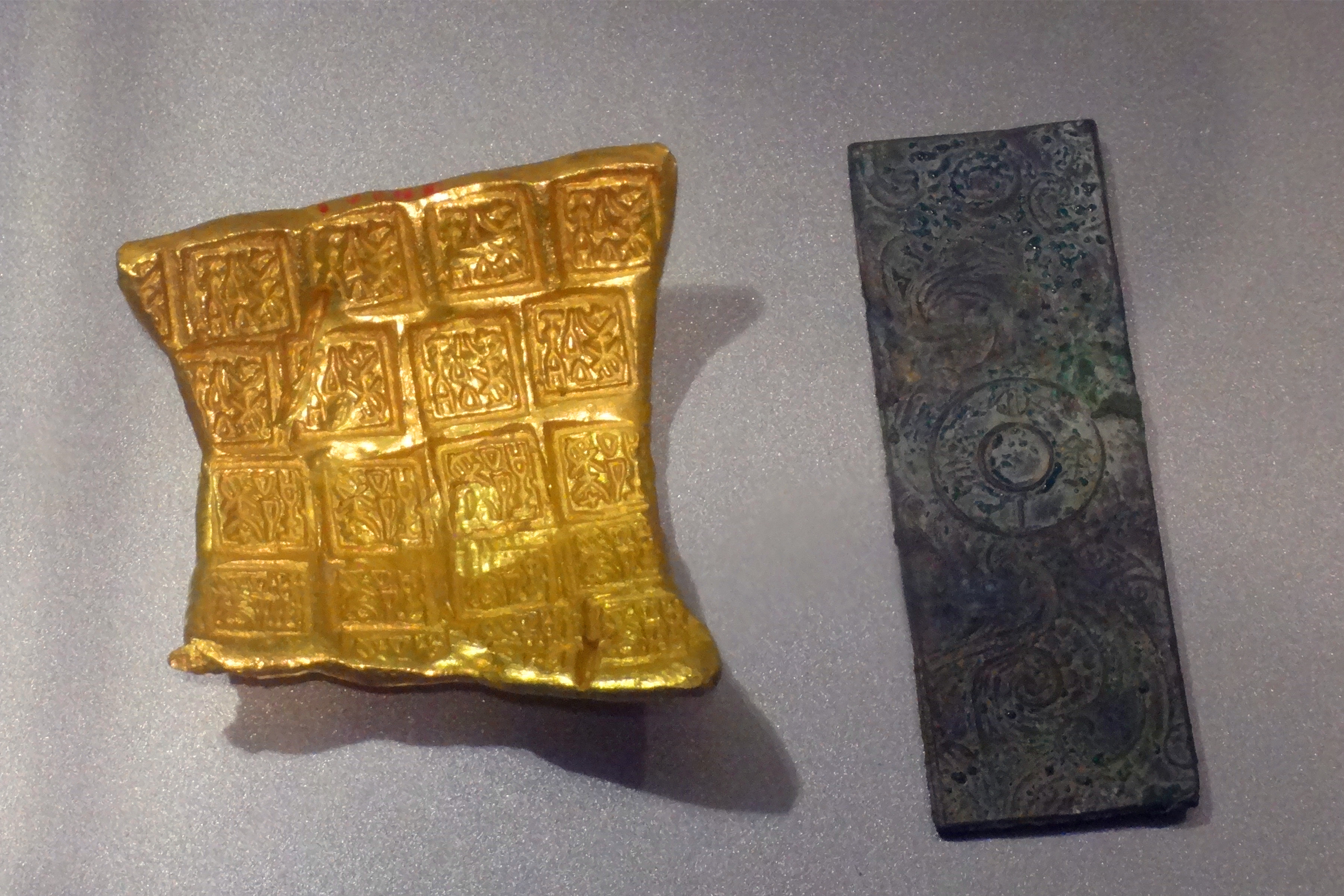
左为“郢爰”金版，右为“见金一朱”，都是楚国钱币
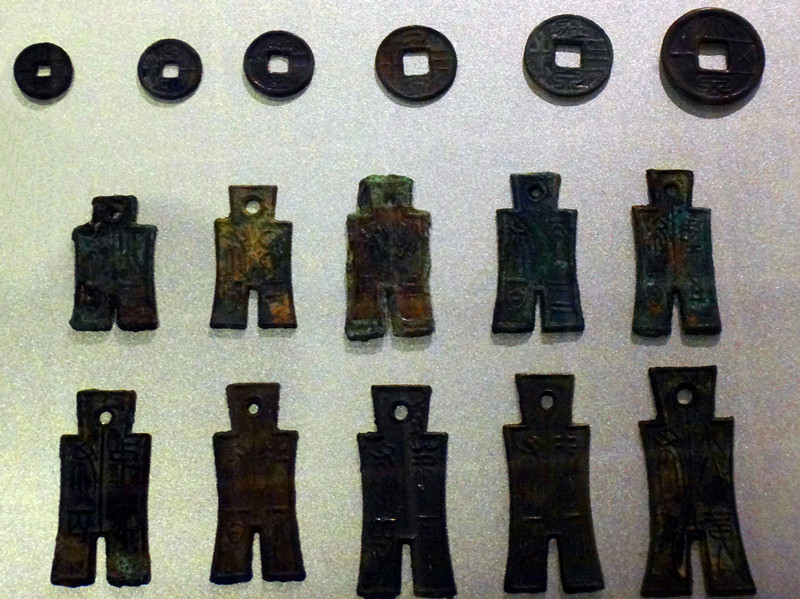
王莽新朝钱币
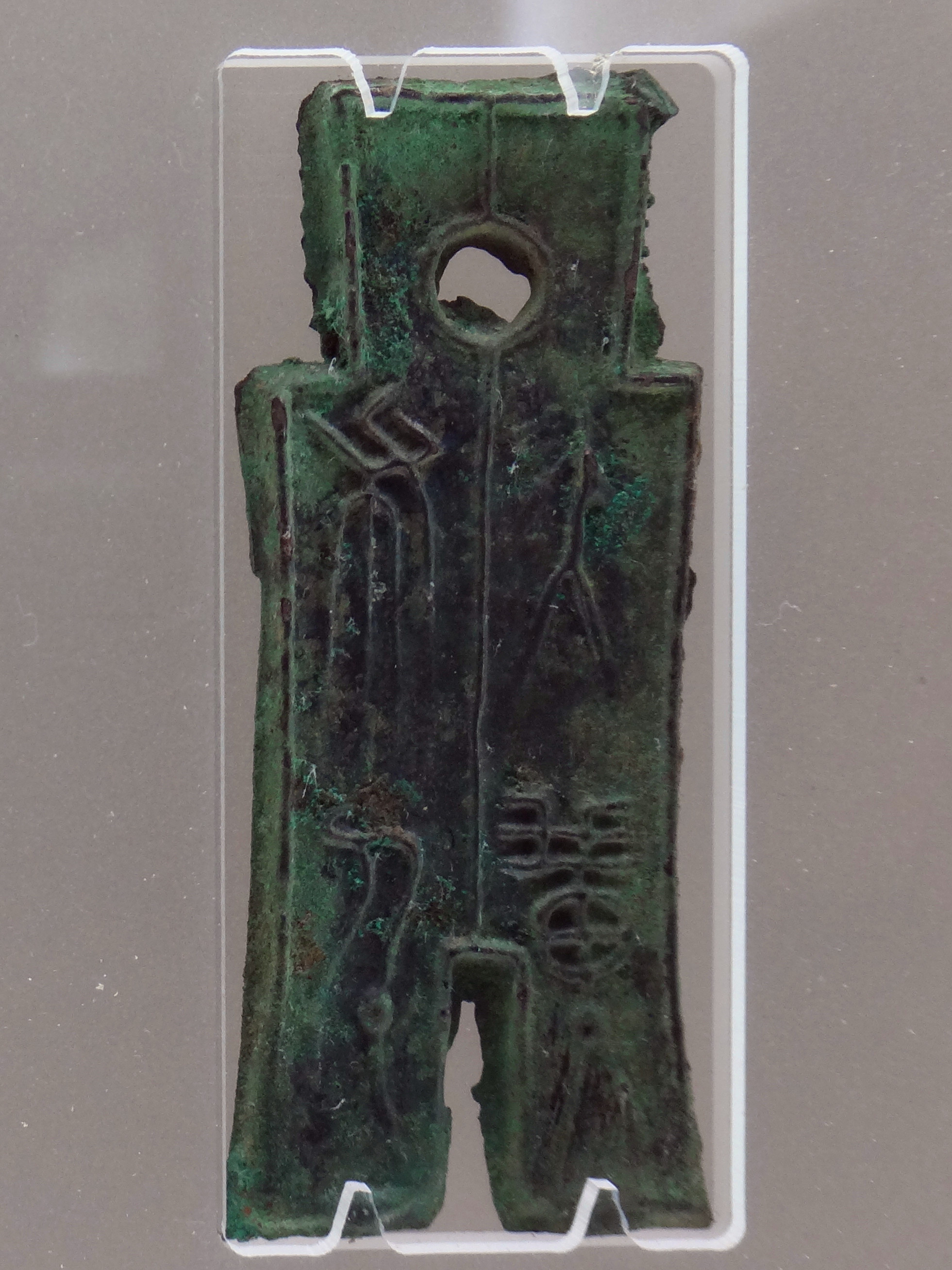
王莽新朝钱币“大布黄千”
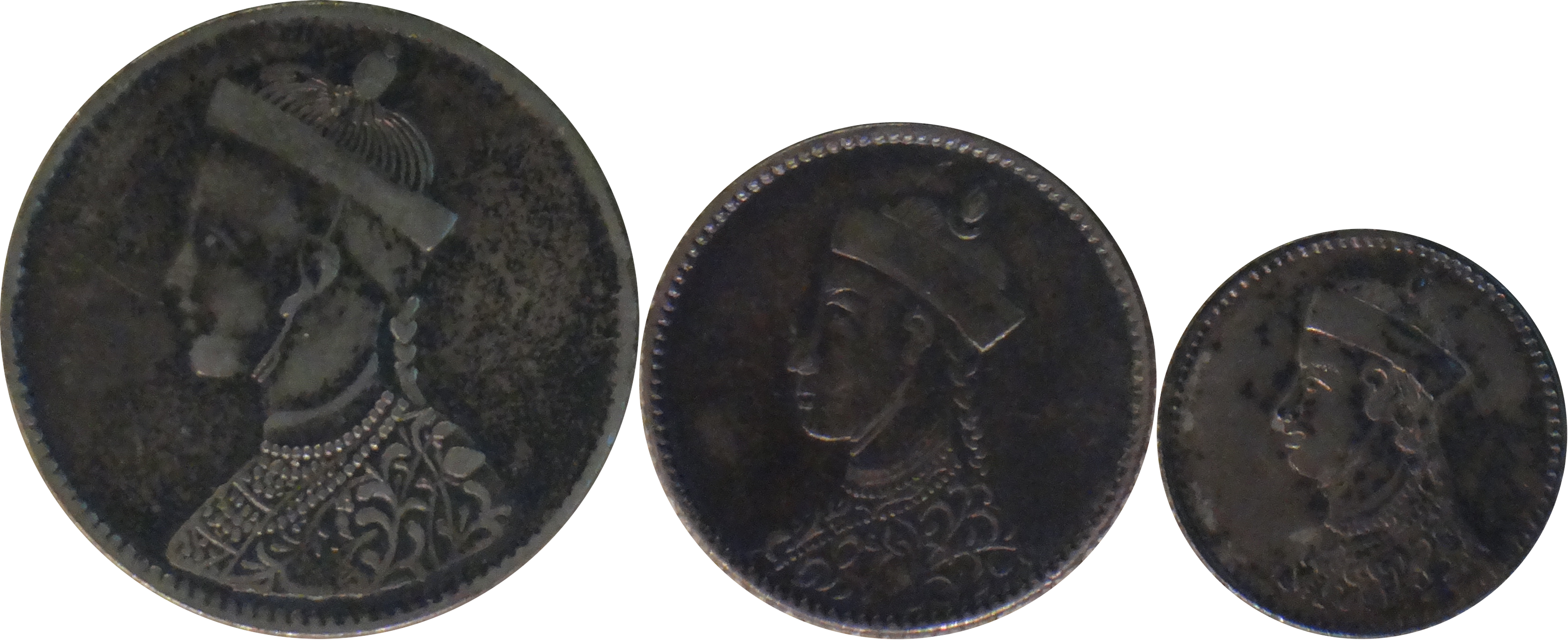
三个不同面额的四川藏洋，依次为一元、半元和四分之一元

## 历任领导
| 馆长 - 童赠银（1990年5月18日—？，筹备委员会主任） - 戴志强（1994年5月7日—2004年8月9日，副司局级） - 黄锡全（2004年10月12日—2011年3月30日，正司局级） - 李明（2011年4月27日—2014年，正司局级） - 周卫荣（2014年—） 副馆长 - 李树存（1990年5月18日—？，筹备委员会副主任） - 张弘（1990年5月18日—？，筹备委员会副主任） - 戴志强（1990年5月18日—？，筹备委员会副主任） - 屈树珍（1995年5月26日—1996年11月22日，正处级） - 姚朔民（1995年5月26日—1998年6月10日，正处级；1999年6月26日—2004年10月12日，正处级，2002年11月20日明确为副司局级） - 黄锡全（1995年5月26日—2002年11月20日，正处级） - 杨永林（1996年3月8日—2001年4月30日，正处级） - 王安（2001年10月11日—？，副处级） - 马林（2004年3月1日—2011年4月27日，副司局级） - 呼和少布（2004年9月7日—？，副司局级） - 周卫荣（？—2014年） - 王东（2014年—） - 高聪明（2016年—） | 党委书记 （2006年1月17日，中国人民银行下发银党〔2006〕3号文件，成立中国钱币博物馆党委） - 庞则义（2006年1月17日—2010年1月15日，正司局级） - 温克勤（2010年1月15日—2014年，正司局级） - 李明（2014年—） 党委副书记 - 黄锡全（2006年1月17日—2011年3月15日） - 李明（2011年4月27日—2014年） - 周卫荣（2014年—） |

## 集币服务
此外，该馆还下设有“北京方泉斋集币服务部”。1993年1月29日，国家工商行政管理局批准成立北京方泉斋集币服务部。2004年10月27日，北京市文物局批复同意北京方泉斋集币服务部设立文物商店。2006年1月18日，中国金币总公司批复同意北京方泉斋集币服务部成为中国金币特许零售商。2006年4月11日，中国人民银行营业管理部对北京方泉斋集币服务部申请经营流通人民币许可作出了“准予行政许可”的决定。北京方泉斋集币服务部原来位于天安门广场西侧，与毛主席纪念堂隔街相对，后来迁至西交民巷17号的中央银行北平分行旧址。